# Магнітосфера Сатурна
Магнітосфера Сатурна — це порожнина у сонячному вітрі, створена магнітним полем планети. Відкрита космічним апаратом Піонер 11 у 1979 році. За розмірами поступається лише магнітосфері Юпітера. Магнітопауза, границя між магнітосферою Сатурна та сонячним вітром, розташована на відстані близько 20 радіусів Сатурна від його центру, а хвіст магнітосфери протягається на сотні радіусів.
Магнітосфера Сатурна наповнена плазмою, що продукується планетою та її супутниками. Серед супутників найбільшу роль грає Енцелад, гейзери якого щосекунди викидають близько 1000 кг водяної пари, частина якої іонізується магнітним полем Сатурна.
Взаємодія між магнітосферою Сатурна та сонячним вітром генерує яскраві овали полярного сяйва навколо полюсів планети, які спостерігаються у видимому, ультрафіолетовому та інфрачервоному світлі.

## Структура

### Внутрішнє поле
Магнітне поле Сатурна, так само як і Юпітера, створюється гідромагнітним динамо за рахунок циркуляції металевого водню у зовнішньому ядрі. Магнітне поле є майже дипольним, так само як і у Землі, з північним та південним магнітними полюсами. Північний магнітний полюс знаходиться у північній півкулі, а південний — у північній, на відміну від Землі, де південний полюс розташований у північній півкулі, а північний — в південній півкулі.
Величина магнітного поля на екваторі Сатурна 21 мкТл (0,21 Гс), що відповідає дипольному магнітному моменту приблизно у 4,6 × 1018 Тл·м3. Магнітний диполь Сатурна жорстко зв'язаний з його віссю обертання, тому магнітне поле дуже асиметричне. Диполь дещо зміщений вздовж осі обертання Сатурна до північного полюса.

### Розмір та форма
Внутрішнє магнітне поле Сатурна відхиляє сонячний вітер від поверхні планети запобігаючи його взаємодії з атмосферою і створює область, що називається магнітосферою і наповнена плазмою зовсім іншого складу, ніж плазма сонячного вітру. Магнітосфера Сатурна — друга за величиною магнітосфера у Сонячній системі, найбільша — магнітосфера Юпітера.
Як і у магнітосфері Землі, границя між сонячним вітром та магнітосферою називається магнітопаузою. Відстань від магнітопаузи до центру планети (по прямій Сонце — Сатурн) варіюється від 16 до 27 RS (RS = 60 330 км — екваторіальний радіус Сатурна). Відстань залежить від тиску сонячного вітру, який залежить від сонячної активності. Середня відстань до магнітопаузи становить 22 Rs.
З іншого боку, планети Сонячний вітер розтягує магнітне поле Сатурна у довгий магнітний хвіст (англ. magnetotail). Так само, як і у Землі, магнітний хвіст Сатурна — канал, через який плазма сонячного вітру потрапляє всередину магнітосфери. І так само, як у Юпітера, через хвіст плазма з внутрішнього магнітного поля залишає магнітосферу.